# Entelecara forsslundi
Entelecara forsslundi là một loài nhện trong họ Linyphiidae.
Loài này thuộc chi Entelecara. Entelecara forsslundi được Albert Tullgren miêu tả năm 1955.